# 에롱고주

에롱고 주의 위치

에롱고주(영어: Erongo)는 나미비아 중서부에 위치한 주로, 주도는 스와코프문트이고 최대 도시는 월비스베이이며 면적은 63,720km2, 인구는 2020년 기준으로 119,784명이다. 주 이름은 에롱고 산에서 유래된 이름이다. 서쪽으로는 대서양, 북쪽으로는 쿠네네 주, 동쪽으로는 오초존주파 주, 남동쪽으로는 호마스 주, 남쪽으로는 하르다프 주와 접하며 7개 선거구로 나뉜다.